# Привільне (Херсонський район)
Приві́льне — село в Україні, в Ювілейній селищній громаді Херсонського району Херсонської області. Населення становить 273 осіб. З початку широкомасштабного вторгнення Росії в Україну село перебуває під російською військовою окупацією.

## Населення
Згідно з переписом УРСР 1989 року чисельність наявного населення села становила 217 осіб, з яких 93 чоловіки та 124 жінки.
За переписом населення України 2001 року в селі мешкали 273 особи.

### Мовний склад
Рідна мова населення за даними перепису 2001 року:
| Мова       | Чисельність, осіб | Доля     |
| ---------- | ----------------- | -------- |
| Українська | 229               | 83,88 %  |
| Російська  | 43                | 15,75 %  |
| Інше       | 1                 | 0,37 %   |
| Разом      | 273               | 100,00 % |